# Pierre Bonhomme
Pierre Bonhomme (4. července 1803, Gramat – 9. září 1861, tamtéž) byl francouzský římskokatolický kněz, zakladatel kongregace Sester Panny Marie z Kalvárie. Katolická církev jej uctívá jako blahoslaveného.

## Život
Narodil se dne 4. července 1803 v obci Gramat. Pokřtěn byl téhož dne v kostele Saint-Pierre. Měl jednu sestru. Byl zbožným a pilným dítětem. Již v dětském věku pociťoval povolání ke kněžství.
Svá studia na kněžství zahájil v listopadu roku 1818 v Montfauconu a později přijal jáhenské svěcení. Jako jáhen založil školu pro dospívající muže. Dne 23. prosince 1827 byl v Cahorsu vysvěcen na kněze pro cahorskou diecézi, ve které poté sloužil jako farář. Světitelem byl cahorský biskup Guillaume-Balthazar Cousin de Grainville. V roce 1831 otevřel školu, která připravovala seminaristy na kněžské povolání. Založil také společnost Dětí Marie, aby se starala o duchovní potřeby dívek v Gramatu.
Získal si impozantní reputaci jako kazatel, kdy nabádal všechny lidi, zejména mládež, aby navštěvovali a pomáhali chudým a potřebným. Přibližně v té době založil domov pro potřebné. Dne 15. října 1833 založil ženskou řeholní kongregaci Sester Panny Marie z Kalvárie, která měla za úkol učit děti, pomáhat chudým, nemocným a postiženým. Byl známý pro svou oddanost Naší Paní z Rocamadouru.
Toužil vstoupit ke karmelitánům, nebo trapistům, ale jeho biskup trval na tom, aby zůstal v diecézním kléru a pokračoval ve své práci jako farář. Kázal až do roku 1848, dokud ho nemoc, která zasáhla jeho hrtan, nedonutila přestat kázat. Poté obrátil veškerou svou pozornost na jím založenou kongregaci, kterou pomáhal rozvíjet a duchovně vedl její členky.
Zemřel po prodělání dvou mrtvic dne 9. září 1861 v Gramatu.

## Úcta
Jeho beatifikační proces započal dne 15. března 1980, čímž obdržel titul služebník Boží. Dne 23. října 1987 jej papež sv. Jan Pavel II. podepsáním dekretu o jeho hrdinských ctnostech prohlásil za ctihodného.
Blahořečen byl dne 23. března 2003 na Svatopetrském náměstí papežem sv. Janem Pavlem II.
Jeho památka je připomínána 9. září. Bývá zobrazován v kněžském oděvu. Je patronem jím založené kongregace.